# Desulfuromonadales
Desulfomonadales es un orden de Deltaproteobacteria mayormente de bacterias anaerobias estrictas, aunque algunas son microaerófilas.
La mayoría son bacilos móviles y su temperatura es variable, encontrándose mesófilos, psicrófilos y algunas termófilos. Su respiración anaerobia es de azufre, hierro III, manganeso IV, nitrato u otros, habitando generalmente sedimentos marinos y de agua dulce o salobre.